# رستم رضا
رستم رضا بالجورجية:როსტომ რაზმაძე ، (بالفرنسية: روستام رزا Roustam Raza) أو روستان Roustan ، ولد حوالي 1782 في تفليس (جورجيا) وتوفي في 7 ديسمبر 1845 في دوردان.
كان المملوك الخاص لـ نابليون.
اصله من من عائلة الجورجية.

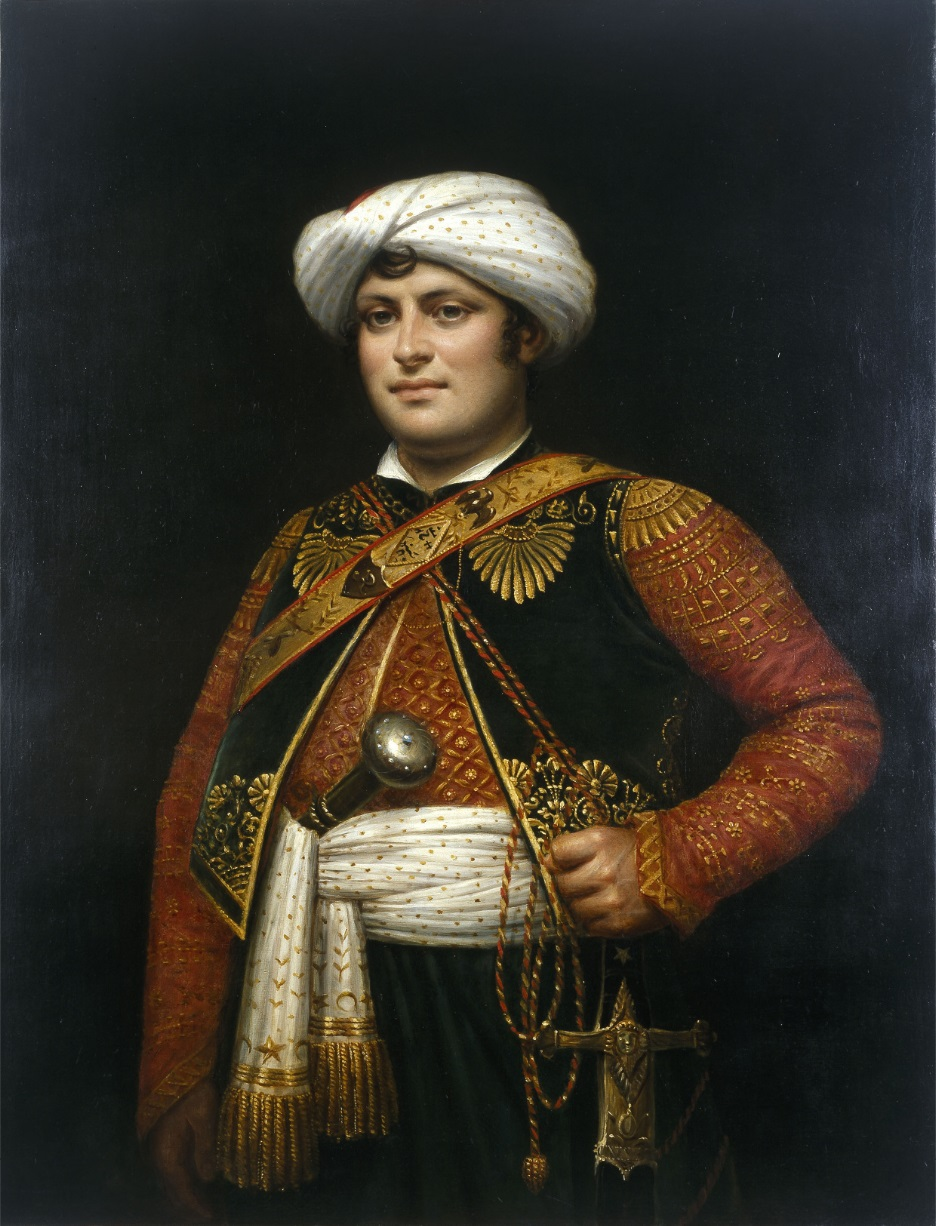
رسم زيتي لرستم رضا من طرف بايو دي مونت البير في 1806 .متحف الجيش باريس

تم شراؤه في القسطنطينية في سنة 1797 من قبل صالح باي أحد الحكام ال 24 لمصر.
تم عتقه وادماجه في سلاح الفرسان المملوكي.
عند وفاة صالح باي، دخل في خدمة الشيخ البكري في القاهرة، والذي كان صديق الجنرال نابليون بونابرت
قبل وقت قصير من عودة نابليون إلى فرنسا في أغسطس 1799، قدم رستم رضا طلبا للانتقال إلى خدمة وو تم قبوله
أثر ذلك على حياته حيث أصبح ملازما لنابليون وتبعه كقنصل ثم كامبراطور في جميع أنحاء أوروبا طيلة خمسة عشر عاما
كان يوظب له ثيابه وغذائه وسلاحه.
كما أنه كان بمثابة حارس شخصي له، حيث كان ينام في الغرفة المجاورة لغرفته وكم من مرة نام في بابه لحراسته
كان يشارك بزيه الشرقي في مقدمة المواكب والعروض التي تضم نابليون وخاصة في حفل تتويجه امبراطورا في 1804 وكان يذكر بوجوده أن بونابرت كان فاتح من مصر.

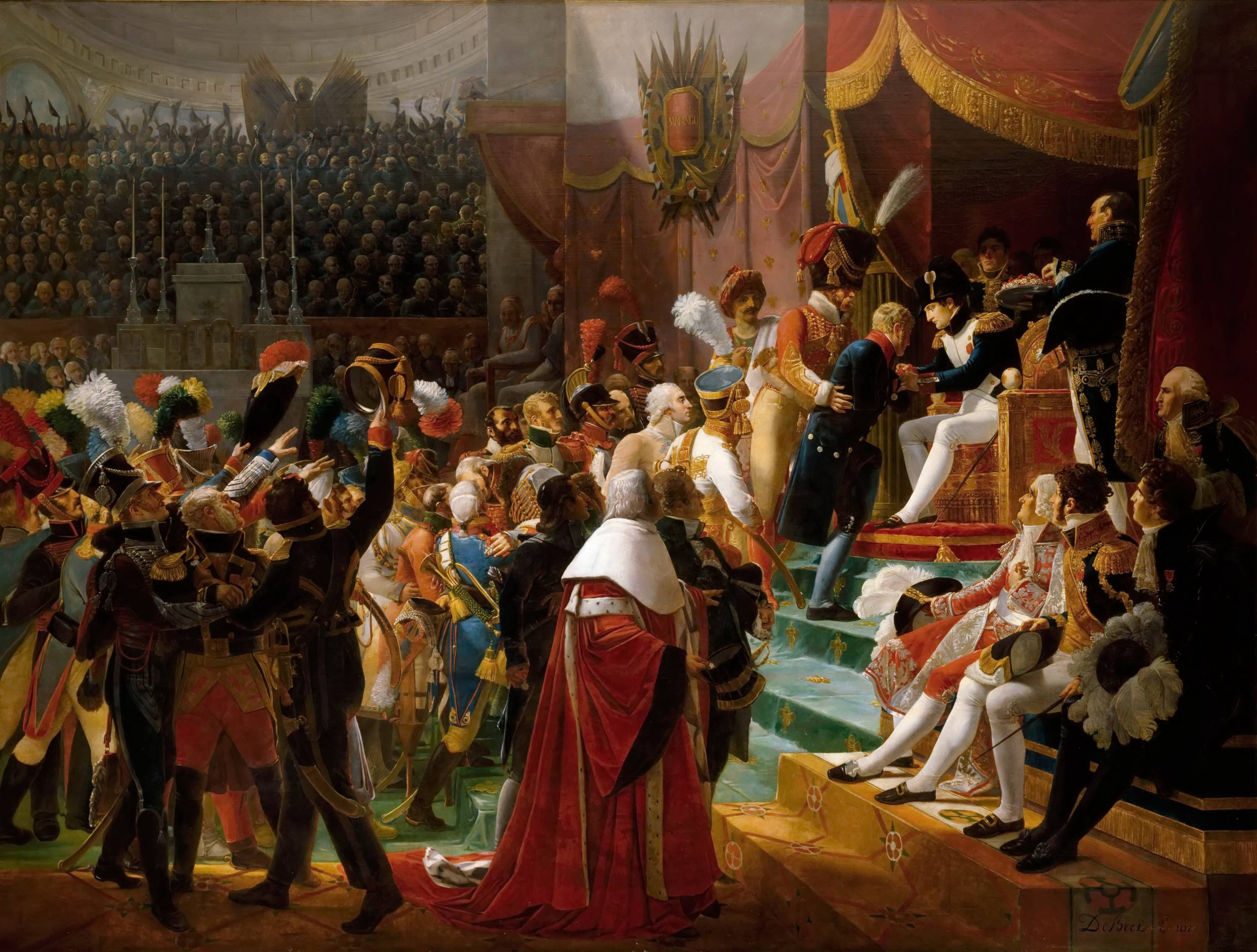
لوحة زيتية للرسام الفرنسي جون بابتيست دبري تبين حضور رستم رضا بعمامته بالقرب من نابليون بونابرت الذي كان يوزع اوسمة الشرف في كنيسة المقعدين في 14 يوليو 1814

في 1806، وبعد العودة من حملة أوسترليتز، تزوج إحدى بنات خادم الامبراطورة جوزفين
شارك في جميع حملات أسبانيا في روسيا وتم رسمه في العديد من اللوحات، غالبا إلى جانب مع نابليون
بعد استسلام نابليون وفشله في الانتحار بالسم رفض رستم رضا أن يتبعه إلى جزيرة إلبا بعد تنازله في 1814 خوفا من ان يتهم بتسميمه بإيعاز من الإنجليز
اتهمته الصحافة بالجحود، وشرح أن أسباب خاصة قد منعته من مرافقة ولي نعمته في تقاعده، ومنها عدم رغبته في ترك زوجته وأولاده، والخوف من الوقوع مرة أخرى في العبودية.
بعد فرار نابليون من جزيرة البا، في العام التالي، تقدم مرة أخرى لخدمة الإمبراطور، ولكن هذا الاخير امر بحبسه في فينسين، واستبدله بالمملوك على.
تم اطلاق سراحه بعد ذلك واستبعاده خارج باريس.
تقاعد بعد ذلك. وتحصل على امتياز يانصيب ة كون ثروة صغيرة وسافر إلى لندن ليعرض نفسه كمشرقي على الناس هناك
انتقل في 1827 إلى مدينة دوردان للتقرب من صهره وهناك توفي في 7 ديسمبر 1845
مايزال قبره واضحا في مقبرة المدينة.
ترك رستم رضا ذكريات مكتوبة ذات أهمية حول حياة نابليون الخاصة.